# فلیکس اتو (ریاضیدان)
فلیکس اتو (انگلیسی: Felix Otto؛ زادهٔ ۱۹ مهٔ ۱۹۶۶) دانشمند در زمینه ریاضیات اهل آلمان است.